# DuckDuckGo
DuckDuckGo（ダックダックゴー）は、インターネット検索エンジンである。利用者のプライバシーの保護と利用履歴等を記録保存しないことを運営方針としている。VivaldiやTor Browserの標準検索エンジンにも採用されている。また、DuckDuckGoは検索結果のパーソナライズを行わないため「フィルターバブル」に陥らない（DuckDuckGoはGoogleのフィルターバブル問題についてブログで指摘している）。
本社はアメリカ合衆国ペンシルベニア州パオリにある。

## 概要
DuckDuckGoの検索結果はYahoo! Search BOSS、ウィキペディア、Wolfram Alpha、Microsoft Bing、Yandex、そして自身のウェブクローラーであるDuckDuckBotを含む400種以上のソース によって作られる。そしてトピックの概要、関連項目といった検索結果の上のグレーボックスに「クリック無しで表示する情報」を表示するためにウィキペディアのようなクラウドソーシングサイトのデータを使用している。またDuckDuckGoは自身のホームページにある検索ボタンを通して主なショッピングサイトやショッピング以外の主な情報サイトを表示している。
検索エンジンのスタンスとしてプライバシーを第一に考えており、IPアドレスの保存もユーザー情報の記録もせずクッキーも必要最低限でしか使用しない。DuckDuckGo の設立者であるワインバーグは「DuckDuckGoは個人情報を収集することも共有することもしない。当社のプライバシーポリシーをかいつまんで言えばこういうことだ。」と述べている。
ワインバーグは1日平均4000もの記事を雇用したフリーランスライターに書かせているデマンド・メディアによるeHowのような企業による検索エンジンスパムと考えられるものを削除することで検索結果の品質を洗練させており、「Googleの検索インデックスで上位にランクインするためだけに作成されている低クオリティなコンテンツも存在する」と発言している。
DuckDuckGoは事実上の広告にすぎないページのフィルタリングも行なっている。
2010年8月、DuckDuckGoはTorの使用による検索エンジントラフィックのための孤立地域脱出といった匿名検索を発表した。これは暗号化されたリレーのシリーズを通したトラフィックで匿名化を可能にするものであり、ワインバーグは「私はこの技術が我々のプライバシーポリシーに沿った権利に合うと信じており、TorとDDGを使用することで、検索自体を匿名化されたエンドツーエンドで行うことができる。また、暗号化されたホームページを使用する場合も同様に暗号化エンドツーエンドで行うことができる。」と述べている。
2011年、Google Chromeの音声検索エクステンションに対応した音声検索を可能にしたと発表した。

### !Bang コマンド
DuckDuckGoでは「!Bang」コマンドを使用することで、検索を特定のウェブサイトにリダイレクトすることができる。
例えばWikipedia内で「DuckDuckGo」と検索したい場合は、DuckDuckGo検索で「!w DuckDuckGo」のように検索する。
「!」の後にDuckDuckGoが指定した各有名サイトの頭文字やサイト名を入力し、「!Bang」コマンドから半角スペースを空け、そのサイトで検索したいワードを入力すると、ブラウザがそのサイトに移動し、ワードを検索した状態の画面となる。
「DuckDuckGo の新しい !Bang」というページ から、「!Bang」の、追加や修正、削除の申請ができる。

### インスタントアンサー
時計
time in 国名 でその国での現在時刻を表示できる。たとえば、time in japan と検索すると日本の現在時刻が表示される。
タイマー
timer と検索するとタイマーウィジェットが表示される。また時間を指定してタイマーを呼び出す事も可能でたとえば、timer 3min と検索すると3分間のタイマーがスタートする（これ以外の例としては timer 30s で30秒、timer 5m30s または timer 5:30 で5分30秒、timer 2h15m または timer 2:15:00 で2時間15分などが指定可能）。
ストップウォッチ
stopwatch と検索するとラップ計測が使用可能なストップウォッチウィジェットが表示される。
通貨換算
たとえば 100JPY USD と検索すると100円(JPY)を米ドル(USD)に換算した値が表示される。
電卓
calculator と検索すると三角関数などの計算も可能な電卓ウィジェットが表示される。また直接式を検索する事でも結果が得られる（例： 5*13= と検索すると答えの65が表示される）。
QRコード生成
qr https://www.wikipedia.org/ や qr こんにちは と検索すると、URLや文字を埋め込んだQRコードを生成できる。
色見本
color red 、color blue またはカラーコードで #ffffff と検索すると色のサンプルが表示される。

## アプリケーション
DuckDuckGoは2013年からAndroid、iOS向けのアプリケーションを提供している。
そのほか、トラッキングを無効化する機能の付いた、ブラウザ用アドオンも提供している。

## ブラウザへの統合
DuckDuckGoはGoogle Chrome、Mozilla Firefox、Safari、Vivaldiなどでデフォルト検索エンジンとして選択可能である。

## 収益モデル
DuckDuckGoの収益は、Yahoo!-Bing検索同盟ネットワークの広告を表示し、AmazonやeBayとアフィリエイト関係を結ぶことで得られている。レポートによると、DuckDuckGoは2018年に2500万ドルの利益を得た。2020年時点の同社の成長率は前年比30%で、2020年より先の5年間で、1億ドルを超える収益が見込まれるという。

## 歴史

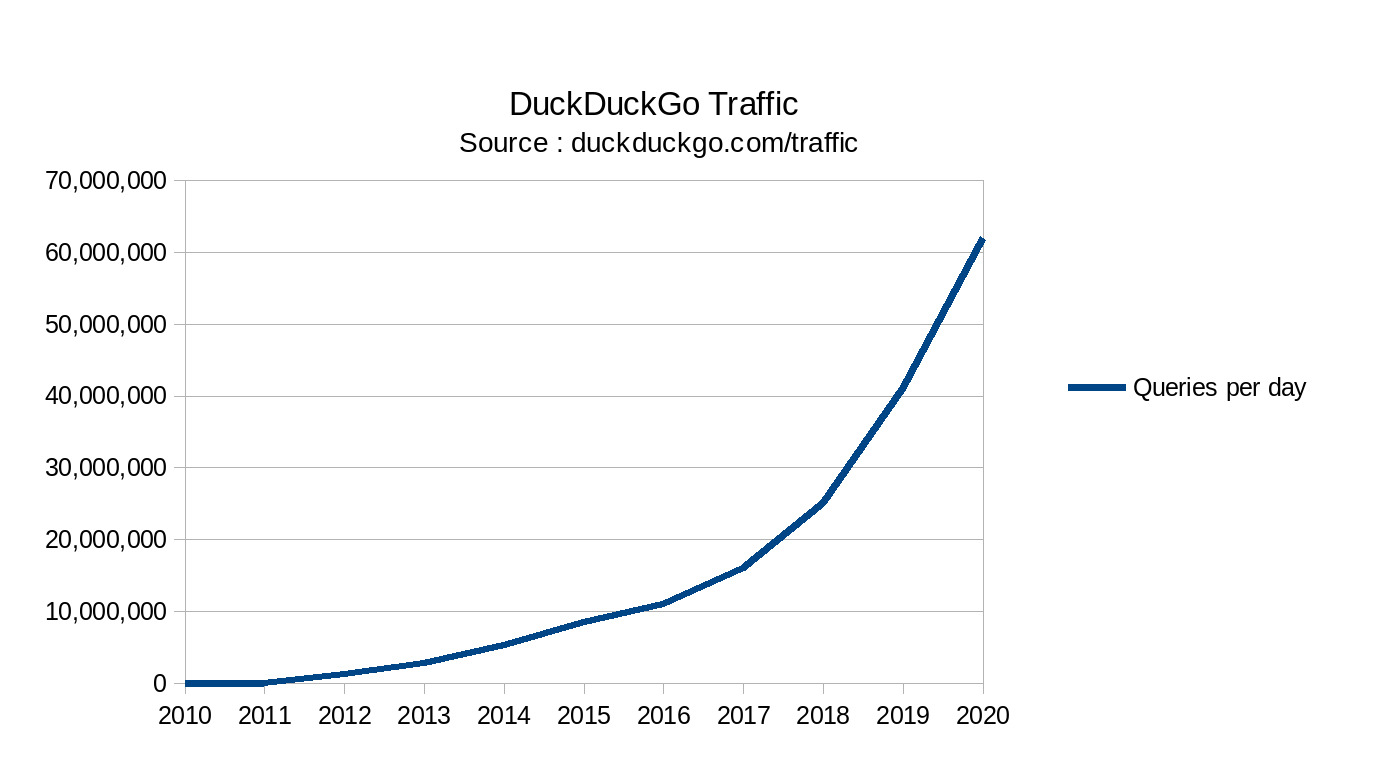
Traffic chart

DuckDuckGoはThe Names Database（2006年にユナイテッド・オンラインに1000万ドルで買収された）を経営していた起業家のガブリエル・ワインバーグが立ち上げた。当初ワインバーグによる自己資金だったが、現在は時々広告で資金を賄っている。検索エンジンはPerlで書かれ、nginxとFreeBSDで動作している。
DuckDuckGo は様々なベンダー（Yahoo! Search BOSSなど）が提供する検索APIを主として利用するよう構築されている。このため、TechCrunchは同サービスを「ハイブリッド」検索エンジンサービスであるとしている。同時に自身のコンテンツページを表示しており、Mahalo、Kosmix、SearchMeと同様である。
DuckDuckGo という名前は、Read Write Webのフレデリック・ラードノイズに「馬鹿らしい (silly)」と評された。ワインバーグは由来に関して「本当に、ある日ぱっと思い浮かんで気に入っただけのこと。確かにduck duck goose(ハンカチ落としに似た遊び)の影響を受けているけど、それ以上の、メタファーであるといったような関連はない。」と述べている。
DuckDuckGoはTechCrunchのElevator Pitch Fridayに登場し、BOSS Mashable Challengeにおいて決勝まで勝ち残った。
2010年7月、ワインバーグは「DuckDuckGoコミュニティ」という問題の報告、検索エンジンの使用を広げる手段の議論、機能の要望、コードのオープンソース化に関する議論を目的とした誰でも参加できるウェブサイトを立ち上げた。
2011年9月、ケイン・タイという初めての社員が雇われた。次月にはユニオン・スクウェア・ベンチャーズの投資を受けた。ユニオン・スクウェアのブラッド・バーンハムは「我々がDuckDuckGoに投資したのは検索において競争の根幹を変えるしか無く今がその時と確信したためだ。」と述べている。また、11月にはLinux Mintと独占的な契約を締結し、Linux Mint 12のデフォルト検索エンジンとなった。さらにTrisquel、Midoriといったウェブブラウザのデフォルト検索エンジンにDuckDuckGoが採用されるようになった。
2012年5月、1日辺りの検索件数が150万に上るようになった。ワインバーグは3人の正社員と少数の派遣社員といった規模で2011年は11万5千ドルの売り上げを出したと発表した。
Compete.comの推定で2012年8月のアクセス数は277,512だったが、2011年4月12日にAlexaが3ヶ月で51%の伸びを示したと発表した。DuckDuckGoのトラフィック統計によれば2010年4月（データが参照可能な最も古い日付）時点の1日平均のアクセス数は39,406だったが2012年8月での1日辺りのアクセス数は1,393,644まで増加したという。
2012年11月、ワシントン・ポストが2012年10月時点でDuckDuckGoでの検索件数は月平均4500万まで増加していると示している。記事では「ワインバーグの野心無き目標はオンライン上で特記に値するほど奇妙で危険な競争相手になる。彼にできてGoogleやBingが出来ないこと全てはGoogleやBingのビジネスモデルにダメージを与え、ユーザーがDuckDuckGoを使うほうがいいと認識するようになったら、ワインバーグが本当にしようとしなくてもビッグボーイにダメージを負わせることが出来てしまう。これは非対称的なデジタル戦争であり、彼の背後にいるユニオン・スクウェア・ベンチャーズはGoogleはスキだらけと述べている。」と締めくくっている。
2013年、アメリカ合衆国連邦政府の米国家安全保障局（NSA）が組織的にグーグル、ヤフーなどから協力を得て、個人情報収集活動「PRISM」を行っていたことが中央情報局（CIA）元職員、エドワード・スノーデンによって暴露され、その影響と見られる形で同年6月24日、前月同日の利用件数の倍で過去最高の360万の利用者があったと報じられた。この問題が浮上してから利用者は急増を続けている。
2015年11月、1日辺りの平均アクセス数が1000万を上るようになった。
2018年3月より、Vivaldiのプライベートウィンドウ使用時の標準検索エンジンとなっている。
2018年8月、カナダの年金基金OMERS（カナダ・オンタリオ州公務員年金基金）のVC部門から1000万ドルの資金を調達したと発表。
2018年12月、Duck.comに接続するとDuckDuckGo.comにリダイレクトされるようになり、これに関してワインバーグは「ユーザーはより簡単にDuckDuckGoを利用できるようになるだろう」と述べた。
2020年4月、DuckDuckGoのトラッカーリストが、Vivaldiがネイティブで搭載したトラッカー・広告ブロッカーに使用されているというパートナーシップについて発表した。
2021年1月18日、1日当たりの検索クエリ数が初めて1億件を突破した。
2022年3月1日、ロシアのウクライナ侵攻を受けて、DuckDuckGoはYandex Searchとの提携を一時停止した。2022年3月9日、DuckDuckGoのCEOガブリエル・ワインバーグは、DuckDuckGoの検索結果でロシアの情報操作と関連したサイトをランクダウンさせるとツイートで発言、一部のユーザーからこのような措置は検閲であり、DuckDuckGoの「バイアスのない検索」への取り組みに違反する行為だと批判があった。DuckDuckGoはこの批判に対して、「検索エンジンは何よりもまず、正確な情報へのアクセスを提供することで役立つべきだ。意図的に虚偽の情報を発信する偽情報サイトは、その目的を直接的に阻害するものだ」と弁明している。

## 評価
TIME誌のハリー・マクラッケンは2011年6月の記事にてDuckDuckGoに関し、自身の好きなハンバーガショップであるIn-N-Out Burgerを持ちだして次のように評している。
まだ簡素だった初期の Google によく似たものを感じる。In-N-Out にラテやらアジアンサラダやらサンデーやらスクランブルエッグやらが無いように、DuckDuckGoはニュースやらブログやら書籍やら画像検索やらに手を出そうとはしない。自動補完もなければ検索結果のインスタント表示もない。それはウェブ検索の核となるものだけを表示する－主には「10個の青いリンク」方式で、批評家連中がなんと言おうと、いまだにとても役に立つ。...その質については、ワインバーグがGoogleの強大な検索チームよりも関連性の高い結果を返す方法を編み出したと言うつもりはない。しかしDuckDuckGoは...十分に役立つサイトを返してくれる。DuckDuckGoは充実していて、真っ正直で、無駄なものがない...
OSNewsで検索エンジンの批評をしたトム・ホルワーダはプライバシー機能や特定のサイト検索へのショートカットをGoogleに対する「ユーザーの行動を全部追跡している」ことがアメリカ政府による召喚状に使用される情報になる危険性に繋がっているという批判と合わせて称賛している。
2012年、独占的なシェアを持つGoogleがDuckDuckGoを競争相手と認識しだしたことに応え、ワインバーグは「喜びと楽しさを感じる」と述べたと伝えられている。